# قنات الله‌آباد (زاهدان)
قنات الله‌آباد یا جمال الدین روستایی در دهستان چشمه زیارت بخش مرکزی شهرستان زاهدان استان سیستان و بلوچستان ایران است.

## جمعیت
بر پایه سرشماری عمومی نفوس و مسکن در سال ۱۳۹۵ جمعیت این روستا ۴۳ نفر (۷خانوار) بوده‌است.